# Major League Soccer 2016
Major League Soccer 2016 a fost cel de-al 21-lea sezon al ligii profesioniste nord-americane de fotbal ce a cuprins 20 de cluburi în total (17 cu sediul în Statele Unite ale Americii, 3 cu sediul în Canada). Sezonul regulat a început la 6 martie și s-a încheiat la 23 octombrie. Play-off-ul a început la 26 octombrie și s-a încheiat pe 10 decembrie. Campioana en-titre, deținătoarea Cupei MLS era echipa Portland Timbers, în timp ce New York Red Bulls erau deținătorii MLS Supporters' Shield.
La sfârșitul sezonului regulat, FC Dallas a câștigat MLS Supporters' Shield pentru prima dată, iar Seattle Sounders FC a câștigat prima Cupă MLS după ce a învins pe Toronto FC cu 5-4 la loviturile de departajare.

## Echipe

### Stadioane și orașe
| FireRapidsCrew SCD.C. UnitedFC DallasDynamoGalaxyImpactRevolutionNYCFCRed BullsOrlando CityUnionTimbersReal Salt LakeEarthquakesSounders FCSporting KCToronto FCWhitecaps FC Localizarea echipelor pentru sezonul 2016 al MLS · Conferința de Est; Conferința de Vest | FireRapidsCrew SCD.C. UnitedFC DallasDynamoGalaxyImpactRevolutionNYCFCRed BullsOrlando CityUnionTimbersReal Salt LakeEarthquakesSounders FCSporting KCToronto FCWhitecaps FC Localizarea echipelor pentru sezonul 2016 al MLS · Conferința de Est; Conferința de Vest |
| --- | --- |

| Chicago Fire         | Colorado Rapids            | Columbus Crew         | D.C. United            | FC Dallas              |
| -------------------- | -------------------------- | --------------------- | ---------------------- | ---------------------- |
| Toyota Park          | Dick's Sporting Goods Park | Mapfre Stadium        | RFK Memorial Stadium   | Toyota Stadium         |
| Capacitate: 20,000   | Capacitate: 18,000         | Capacitate: 20,145    | Capacitate: 20,000     | Capacitate: 20,500     |
|                      |                            |                       |                        |                        |
| Houston Dynamo       | LA Galaxy                  | Montreal Impact       | New England Revolution | New York City FC       |
| BBVA Compass Stadium | StubHub Center             | Saputo Stadium        | Gillette Stadium       | Yankee Stadium         |
| Capacitate: 22,000   | Capacitate: 27,000         | Capacitate: 20,801    | Capacitate: 22,385     | Capacitate: 33,444     |
|                      |                            |                       |                        |                        |
| New York Red Bulls   | Orlando City SC            | Philadelphia Union    | Portland Timbers       | Real Salt Lake         |
| Red Bull Arena       | Citrus Bowl                | Talen Energy Stadium  | Providence Park        | Rio Tinto Stadium      |
| Capacitate: 25,000   | Capacitate: 23,000         | Capacitate: 18,500    | Capacitate: 22,000     | Capacitate: 20,000     |
|                      |                            |                       |                        |                        |
| San Jose Earthquakes | Seattle Sounders FC        | Sporting Kansas City  | Toronto FC             | Vancouver Whitecaps FC |
| Avaya Stadium        | CenturyLink Field          | Children's Mercy Park | BMO Field              | BC Place               |
| Capacitate: 18,000   | Capacitate: 39,115         | Capacitate: 18,500    | Capacitate: 30,991     | Capacitate: 21,000     |
|                      |                            |                       |                        |                        |

### Antrenori și căpitani
| Echipă                 | Antrenor                    | Căpitan           |
| ---------------------- | --------------------------- | ----------------- |
| Chicago Fire           | Veljko Paunović             | Răzvan Cociș      |
| Colorado Rapids        | Pablo Mastroeni             | Sam Cronin        |
| Columbus Crew          | Gregg Berhalter             | Michael Parkhurst |
| D.C. United            | Ben Olsen                   | Bobby Boswell     |
| FC Dallas              | Óscar Pareja                | Matt Hedges       |
| Houston Dynamo         | Wade Barrett                | Giles Barnes      |
| LA Galaxy              | Bruce Arena                 | Robbie Keane      |
| Montreal Impact        | Mauro Biello                | Patrice Bernier   |
| New England Revolution | Jay Heaps                   | Lee Nguyen        |
| New York City FC       | Patrick Vieira              | David Villa       |
| New York Red Bulls     | Jesse Marsch                | Dax McCarty       |
| Orlando City SC        | Jason Kreis                 | Kaká              |
| Philadelphia Union     | Jim Curtin                  | Brian Carroll     |
| Portland Timbers       | Caleb Porter                | Liam Ridgewell    |
| Real Salt Lake         | Jeff Cassar                 | Kyle Beckerman    |
| San Jose Earthquakes   | Dominic Kinnear             | Chris Wondolowski |
| Seattle Sounders FC    | Brian Schmetzer (interimar) | Brad Evans        |
| Sporting Kansas City   | Peter Vermes                | Matt Besler       |
| Toronto FC             | Greg Vanney                 | Michael Bradley   |
| Vancouver Whitecaps FC | Carl Robinson               | Pedro Morales     |

### Schimbări de antrenori
| Data plecării | Echipa              | Antrenorul care pleacă | Motivul plecării | Data angajării | Antrenorul care vine        | Anterior sosirii a fost                | Note  |
| ------------- | ------------------- | ---------------------- | ---------------- | -------------- | --------------------------- | -------------------------------------- | ----- |
| 25 mai        | Houston Dynamo      | Owen Coyle             | De comun acord   | 7 iunie        | Wade Barrett (interimar)    | antrenor secund la Houston Dynamo      | [ 2 ] |
| 6 iulie       | Orlando City SC     | Adrian Heath           | De comun acord   | 19 iulie       | Jason Kreis                 | Liber de contract                      | [ 4 ] |
| 26 iulie      | Seattle Sounders FC | Sigi Schmid            | De comun acord   | 26 iulie       | Brian Schmetzer (interimar) | antrenor secund la Seattle Sounders FC | [ 5 ] |

## Formatul competiției
Cele 20 de echipe sunt repartizate în două conferințe: Conferința de Est (10 echipe) și Conferința de Vest (10 echipe). 
Toate echipele joacă 34 de jocuri dându-se o mai mare importanță meciurilor jucate între echipele din aceeași conferință.
- 3 meciuri (două acasă și unul în deplasare) împotriva a 3 echipe din aceeași conferință
- 3 meciuri (unul acasă și două în deplasare) împotriva a 3 echipe din aceeași conferință
- 2 meciuri (unul acasă și unul în deplasare) împotriva a 3 echipe din aceeași conferință
- 1 meci acasă împotriva a 5 echipe din cealaltă conferință
- 1 meci în deplasare împotriva a 5 echipe din cealaltă conferință

Cele mai bune două echipe din fiecare conferință se califică pentru semifinalele conferinței. Echipele de pe locurile 3-6 din aceeași asociație vor juca un meci eliminatoriu într-un singur tur. Echipa cea mai bine clasată rămasă în competiție va înfrunta în semifinale echipa de primul loc din aceeași conferință. 
În caz de egalitate de puncte, se vor aplica următoarele criterii de departajare:
1. Numărul de victorii
2. Golaveraj general
3. Numărul de goluri marcate
4. Clasamentul fair-play
5. Golaverajul golurilor marcate în deplasare
6. Numărul golurilor marcate în deplasare
7. Golaverajul golurilor marcate acasă
8. Numărul golurilor marcate acasă
9. Tragere la sorți[6]

## Clasamente

### Conferința de Est
Actualizat la 24 octombrie 2016.
| Loc | Echipă                 | MJ | V  | E  | Î  | GM | GP | G   | P  | Calificare               |
| --- | ---------------------- | -- | -- | -- | -- | -- | -- | --- | -- | ------------------------ |
| 1   | New York Red Bulls     | 34 | 16 | 9  | 9  | 61 | 44 | +17 | 57 | Semifinale pe Conferință |
| 2   | New York City FC       | 34 | 15 | 9  | 10 | 62 | 57 | +5  | 54 | Semifinale pe Conferință |
| 3   | Toronto FC             | 34 | 14 | 11 | 9  | 51 | 39 | +12 | 53 | Runda eliminatorie       |
| 4   | D.C. United            | 34 | 11 | 13 | 10 | 53 | 47 | +6  | 46 | Runda eliminatorie       |
| 5   | Montreal Impact        | 34 | 11 | 12 | 11 | 49 | 53 | -4  | 45 | Runda eliminatorie       |
| 6   | Philadelphia Union     | 34 | 11 | 9  | 14 | 52 | 55 | -3  | 42 | Runda eliminatorie       |
| 7   | New England Revolution | 34 | 11 | 9  | 14 | 44 | 54 | -10 | 42 |                          |
| 8   | Orlando City SC        | 34 | 9  | 14 | 11 | 55 | 60 | -5  | 41 |                          |
| 9   | Columbus Crew          | 34 | 8  | 12 | 14 | 50 | 58 | -8  | 36 |                          |
| 10  | Chicago Fire           | 34 | 7  | 10 | 17 | 42 | 58 | -16 | 31 |                          |

### Conferința de Vest
Actualizat la 24 octombrie 2016.
| Loc | Echipă                 | MJ | V  | E  | Î  | GM | GP | G   | P  | Calificare               |
| --- | ---------------------- | -- | -- | -- | -- | -- | -- | --- | -- | ------------------------ |
| 1   | FC Dallas              | 34 | 17 | 9  | 8  | 50 | 40 | +10 | 60 | Semifinale pe Conferință |
| 2   | Colorado Rapids        | 34 | 15 | 13 | 6  | 39 | 32 | +7  | 58 | Semifinale pe Conferință |
| 3   | LA Galaxy              | 34 | 12 | 16 | 6  | 54 | 39 | +15 | 52 | Runda eliminatorie       |
| 4   | Seattle Sounders FC    | 34 | 14 | 6  | 14 | 44 | 43 | +1  | 48 | Runda eliminatorie       |
| 5   | Sporting Kansas City   | 34 | 13 | 8  | 13 | 42 | 41 | +1  | 47 | Runda eliminatorie       |
| 6   | Real Salt Lake         | 34 | 12 | 10 | 12 | 44 | 46 | -2  | 46 | Runda eliminatorie       |
| 7   | Portland Timbers       | 34 | 12 | 8  | 14 | 48 | 53 | -5  | 44 |                          |
| 8   | Vancouver Whitecaps FC | 34 | 10 | 9  | 15 | 45 | 52 | -7  | 39 |                          |
| 9   | San Jose Earthquakes   | 34 | 8  | 14 | 12 | 32 | 40 | -8  | 38 |                          |
| 10  | Houston Dynamo         | 34 | 7  | 13 | 14 | 39 | 45 | -6  | 34 |                          |

## Rezultate

### Meciuri inter-conferințe
| Rezultate              | CHI | COL | CLB | DCU | DAL | HOU | LA  | MTL | NER | NYFC | NYRB | ORL | PHI | POR | RSL | SJ  | SEA | SKC | TOR | VAN |
| ---------------------- | --- | --- | --- | --- | --- | --- | --- | --- | --- | ---- | ---- | --- | --- | --- | --- | --- | --- | --- | --- | --- |
| Chicago Fire           |     |     |     |     |     | 1-0 | 2-1 |     |     |      |      |     |     | 1-1 |     | 1-0 |     | 1-0 |     |     |
| Colorado Rapids        | 2-1 |     |     |     |     |     |     |     |     |      | 2-1  | 0-0 | 1-1 |     |     |     |     |     | 1-0 |     |
| Columbus Crew          |     | 1-1 |     |     |     | 1-0 |     |     |     |      |      |     |     |     | 4-3 | 2-0 |     |     |     | 1-3 |
| D.C. United            |     | 1-1 |     |     | 0-3 |     |     |     |     |      |      |     |     | 2-0 |     |     | 0-2 |     |     | 4-0 |
| FC Dallas              | 3-1 |     | 1-1 |     |     |     |     | 2-0 |     |      |      | 4-0 | 2-0 |     |     |     |     |     |     |     |
| Houston Dynamo         |     |     |     | 0-0 |     |     |     |     | 3-3 | 0-2  |      |     | 1-0 |     |     |     |     |     | 1-1 |     |
| LA Galaxy              |     |     | 2-1 | 4-1 |     |     |     |     | 4-2 |      | 2-2  | 4-2 |     |     |     |     |     |     |     |     |
| Montreal Impact        |     | 2-2 |     |     |     | 1-0 | 3-2 |     |     |      |      |     |     |     |     | 3-1 |     | 2-2 |     |     |
| New England Revolution |     | 2-0 |     |     | 2-4 |     |     |     |     |      |      |     |     | 1-1 |     |     | 2-1 | 3-1 |     |     |
| New York City FC       |     | 5-1 |     |     | 2-2 |     | 1-0 |     |     |      |      |     |     |     | 2-3 |     |     |     |     | 3-2 |
| New York Red Bulls     |     |     |     |     | 4-0 | 4-3 |     |     |     |      |      |     |     | 0-0 |     |     | 2-0 | 0-2 |     |     |
| Orlando City SC        |     |     |     |     |     | 0-0 |     |     |     |      |      |     |     | 4-1 | 2-2 | 2-2 | 1-3 |     |     |     |
| Philadelphia Union     |     |     |     |     |     |     | 2-2 |     |     |      |      |     |     |     | 1-2 | 1-1 |     | 2-0 |     | 2-3 |
| Portland Timbers       |     |     | 2-1 |     |     |     |     | 1-1 | 1-2 |      |      |     | 2-1 |     |     |     |     |     | 2-1 |     |
| Real Salt Lake         | 3-1 |     |     | 1-1 |     |     |     | 1-1 |     | 0-0  | 2-1  |     |     |     |     |     |     |     |     |     |
| San Jose Earthquakes   |     |     |     | 1-1 |     |     |     |     | 0-0 | 0-0  | 2-0  |     |     |     |     |     |     |     | 2-1 |     |
| Seattle Sounders FC    | 1-0 |     | 1-0 |     |     |     |     | 1-0 | 0-2 |      |      |     | 2-1 |     |     |     |     |     |     |     |
| Sporting Kansas City   |     |     | 3-2 | 0-1 |     |     |     |     | 3-1 |      |      | 2-1 |     |     |     |     |     |     | 1-0 |     |
| Toronto FC             |     |     |     |     | 1-0 |     | 1-0 |     |     |      |      |     |     |     | 1-0 |     | 1-1 |     |     | 3-4 |
| Vancouver Whitecaps FC | 2-1 |     |     |     |     |     |     | 2-3 |     | 1-2  | 0-1  | 2-2 |     |     |     |     |     |     |     |     |

### Meciuri intra-conferințe

#### Conferința de Est
| Rezultate              | CHI | CLB | DCU | MTL | NER | NYFC | NYRB | ORL | PHI | TOR | CHI | CLB | DCU | MTL | NER | NYFC | NYRB | ORL | PHI | TOR |
| ---------------------- | --- | --- | --- | --- | --- | ---- | ---- | --- | --- | --- | --- | --- | --- | --- | --- | ---- | ---- | --- | --- | --- |
| Chicago Fire           |     | 0-0 | 1-1 | 1-2 | 2-1 | 3-4  | 2-2  | 2-2 | 1-0 | 1-2 |     | 2-2 | 2-2 | -   | -   | -    | -    | -   | 3-0 | -   |
| Columbus Crew          | 3-0 |     | 1-1 | 4-4 | 2-0 | 3-2  | 1-1  | 2-2 | 1-2 | 1-1 | -   |     | -   | 0-0 | -   | 3-3  | -    | -   | 1-2 | -   |
| D.C. United            | 6-2 | 3-0 |     | 1-1 | 3-0 | 0-2  | 2-0  | 4-1 | 2-2 | 0-1 | -   | -   |     | -   | 2-0 | 3-1  | 2-2  | -   | -   | -   |
| Montreal Impact        | 0-3 | 2-0 | 1-1 |     | 1-3 | 1-3  | 3-0  | 1-4 | 1-1 | 0-2 | -   | -   | -   |     | 3-2 | -    | -    | -   | 5-1 | 2-2 |
| New England Revolution | 2-0 | 3-1 | 0-0 | 3-0 |     | 0-1  | 1-0  | 2-2 | 0-4 | 1-1 | 1-0 | 0-2 | -   | -   |     | 3-1  | -    | -   | -   | -   |
| New York City FC       | 0-0 | 4-1 | 3-2 | 1-1 | 1-1 |      | 0-7  | 0-1 | 3-2 | 2-2 | 4-1 | -   | -   | -   | -   |      | -    | 2-0 | 2-2 | -   |
| New York Red Bulls     | 1-0 | 3-2 | 2-2 | 3-1 | 1-0 | 4-1  |      | 3-2 | 3-2 | 0-2 | -   | -   | -   | 1-0 | -   | -    |      | 2-0 | -   | 3-0 |
| Orlando City SC        | 1-1 | 1-4 | 4-2 | 2-1 | 2-2 | 2-1  | 1-1  |     | 2-2 | 3-2 | -   | -   | -   | 0-1 | 3-1 | -    | -    |     | -   | 1-2 |
| Philadelphia Union     | 4-3 | 3-2 | 1-0 | 1-1 | 3-0 | 2-0  | 2-2  | 2-1 |     | 1-3 | -   | -   | 3-0 | -   | -   | -    | 0-2  | 0-2 |     | -   |
| Toronto FC             | 1-0 | 0-0 | 4-1 | 0-1 | 4-1 | 1-1  | 3-3  | 0-0 | 1-1 |     | 3-2 | 3-0 | 1-2 | -   | -   | -    | -    | -   | -   |     |

#### Conferința de Vest
| Rezultate              | COL | DAL | HOU | LA  | POR | RSL | SJ  | SEA | SKC | VAN | COL | DAL | HOU | LA  | POR | RSL | SJ  | SEA | SKC | VAN |
| ---------------------- | --- | --- | --- | --- | --- | --- | --- | --- | --- | --- | --- | --- | --- | --- | --- | --- | --- | --- | --- | --- |
| Colorado Rapids        |     | 1-1 | 1-1 | 1-0 | 0-0 | 1-0 | 0-0 | 3-1 | 1-0 | 2-0 |     | -   | -   | -   | 1-0 | -   | 2-1 | -   | 1-0 | -   |
| FC Dallas              | 0-1 |     | 1-1 | 1-0 | 2-1 | 2-0 | 2-2 | 2-0 | 2-1 | 2-0 | -   |     | -   | -   | 3-1 | -   | -   | 2-1 | 2-2 | -   |
| Houston Dynamo         | 2-3 | 5-0 |     | 1-4 | 3-1 | 1-0 | 1-1 | 1-1 | 2-0 | 0-0 | -   | 1-3 |     | 0-1 | -   | -   | -   | 1-1 | -   | -   |
| LA Galaxy              | 0-0 | 0-0 | 1-0 |     | 1-1 | 5-2 | 3-1 | 2-4 | 0-0 | 2-0 | 1-1 | -   | -   |     | -   | -   | 1-1 | -   | -   | 0-0 |
| Portland Timbers       | 1-0 | 1-3 | 3-2 | 1-3 |     | 2-2 | 3-1 | 3-1 | 3-0 | 4-2 | -   | -   | -   | -   |     | 1-0 | 1-0 | 4-2 | -   | -   |
| Real Salt Lake         | 1-0 | 1-0 | 2-1 | 3-3 | 2-2 |     | 1-1 | 2-1 | 0-0 | 1-0 | 2-1 | 0-0 | 0-1 | -   | -   |     | -   | -   | -   | -   |
| San Jose Earthquakes   | 1-0 | 0-0 | 3-1 | 1-1 | 2-1 | 2-1 |     | 1-1 | 1-0 | 0-0 | -   | 0-1 | 1-2 | -   | -   | -   |     | -   | 1-2 | -   |
| Seattle Sounders FC    | 0-1 | 5-0 | 0-0 | 0-1 | 3-1 | 2-1 | 2-0 |     | 0-1 | 1-2 | -   | -   | -   | 1-1 | -   | 2-1 | -   |     | -   | 1-0 |
| Sporting Kansas City   | 1-2 | 2-0 | 3-3 | 1-1 | 1-0 | 1-2 | 2-0 | 3-0 |     | 2-1 | -   | -   | -   | 2-2 | -   | 1-3 | -   | -   |     | 2-0 |
| Vancouver Whitecaps FC | 2-2 | 3-0 | 1-0 | 0-0 | 2-1 | 2-0 | 1-2 | 1-2 | 1-1 |     | 3-3 | -   | 1-1 | -   | 4-1 | -   | -   | -   | -   |     |

## Statistici
| Loc | Jucător                 | Club                 | Goluri |
| --- | ----------------------- | -------------------- | ------ |
| 1   | Bradley Wright-Phillips | New York Red Bulls   | 24     |
| 2   | David Villa             | New York City FC     | 23     |
| 3   | Sebastian Giovinco      | Toronto FC           | 17     |
| 3   | Ignacio Piatti          | Montreal Impact      | 17     |
| 5   | Fanendo Adi             | Portland Timbers     | 16     |
| 5   | Dom Dwyer               | Sporting Kansas City | 16     |
| 5   | Ola Kamara              | Columbus Crew        | 16     |
| 8   | Giovani Dos Santos      | LA Galaxy            | 14     |
| 8   | Cyle Larin              | Orlando City SC      | 14     |
| 8   | Diego Valeri            | Portland Timbers     | 14     |

| Loc | Jucător            | Club                 | Pase |
| --- | ------------------ | -------------------- | ---- |
| 1   | Sacha Kljestan     | New York Red Bulls   | 20   |
| 2   | Sebastian Giovinco | Toronto FC           | 15   |
| 3   | Mauro Díaz         | FC Dallas            | 13   |
| 3   | Benny Feilhaber    | Sporting Kansas City | 13   |
| 3   | Justin Meram       | Columbus Crew        | 13   |
| 6   | Giovani Dos Santos | LA Galaxy            | 12   |
| 7   | Luciano Acosta     | D.C. United          | 11   |
| 7   | Steven Gerrard     | LA Galaxy            | 11   |
| 7   | Andrea Pirlo       | New York City FC     | 11   |
| 7   | Joao Plata         | Real Salt Lake       | 11   |

| Luna       | Jucător                 | Echipa              | Statistici       | Detalii |
| ---------- | ----------------------- | ------------------- | ---------------- | ------- |
| Martie     | Joao Plata              | Real Salt Lake      | 3 goluri, 2 pase | [ 9 ]   |
| Aprilie    | Fanendo Adi             | Portland Timbers    | 3 goluri, 1 pasă | [ 10 ]  |
| Mai        | Bradley Wright-Phillips | New York Red Bulls  | 6 goluri, 2 pase | [ 11 ]  |
| Iunie      | Yura Movsisyan          | Real Salt Lake      | 3 goluri         | [ 12 ]  |
| Iulie      | Frank Lampard           | New York City FC    | 6 goluri, 1 pasă | [ 13 ]  |
| August     | Nicolás Lodeiro         | Seattle Sounders FC | 2 goluri, 6 pase | [ 14 ]  |
| Septembrie | Chad Marshall           | Seattle Sounders    | 2 goluri, 6 pase | [ 15 ]  |
| Octombrie  | Justin Meram            | Columbus Crew       | 1 gol, 4 pase    | [ 16 ]  |

| Etapa      | Jucător                 | Echipă                 | Det.   |
| ---------- | ----------------------- | ---------------------- | ------ |
| Et. 1      | Mike Magee              | Los Angeles Galaxy     | [ 17 ] |
| Et. a 2-a  | Andrew Wenger           | Houston Dynamo         | [ 18 ] |
| Et. a 3-a  | Felipe                  | New York Red Bulls     | [ 19 ] |
| Et. a 4-a  | Michael Barrios         | FC Dallas              | [ 20 ] |
| Et. a 5-a  | Kaká                    | Orlando City SC        | [ 21 ] |
| Et. a 6-a  | Fabián Espíndola        | DC United              | [ 22 ] |
| Et. a 7-a  | Giovani dos Santos      | LA Galaxy              | [ 23 ] |
| Et. a 8-a  | Emmanuel Boateng        | LA Galaxy              | [ 24 ] |
| Et. a 9-a  | Jake Gleeson            | Portland Timbers       | [ 25 ] |
| Et. a 10-a | Ignacio Piatti          | Montreal Impact        | [ 26 ] |
| Et. a 11-a | Kekuta Manneh           | Vancouver Whitecaps    | [ 27 ] |
| Et. a 12-a | Bradley Wright-Phillips | New York Red Bulls     | [ 28 ] |
| Et. a 13-a | Ola Kamara              | Columbus Crew SC       | [ 29 ] |
| Et. a 14-a | Chris Pontius           | Philadelphia Union     | [ 30 ] |
| Et. a 15-a | Mike Grella             | New York Red Bulls     | [ 31 ] |
| Et. a 16-a | Roland Alberg           | Philadelphia Union     | [ 32 ] |
| Et. a 17-a | Jack Harrison           | New York City FC       | [ 33 ] |
| Et. a 18-a | Ilsinho                 | Philadelphia Union     | [ 34 ] |
| Et. a 19-a | Diego Valeri            | Portland Timbers       | [ 35 ] |
| Et. a 20-a | Sebastian Giovinco      | Toronto FC             | [ 36 ] |
| Et. a 21-a | Frank Lampard           | New York City FC       | [ 37 ] |
| Et. a 22-a | Sebastian Giovinco      | Toronto FC             | [ 38 ] |
| Et. a 23-a | Bradley Wright-Phillips | New York Red Bulls     | [ 39 ] |
| Et. a 24-a | Clint Dempsey           | Seattle Sounders FC    | [ 40 ] |
| Et. a 25-a | Patrick Mullins         | D.C. United            | [ 41 ] |
| Et. a 26-a | Frank Lampard           | New York City FC       | [ 42 ] |
| Et. a 27-a | Giovani dos Santos      | LA Galaxy              | [ 43 ] |
| Et. a 28-a | Kelyn Rowe              | New England Revolution | [ 44 ] |
| Et. a 29-a | Mauro Manotas           | Houston Dynamo         | [ 45 ] |
| Et. a 30-a | Lamar Neagle            | D.C. United            | [ 46 ] |

| Etapa      | Jucător            | Echipă                 | Det.   |
| ---------- | ------------------ | ---------------------- | ------ |
| Et. 1      | Ignacio Piatti     | Montreal Impact        | [ 47 ] |
| Et. a 2-a  | Cyle Larin         | Orlando City SC        | [ 48 ] |
| Et. a 3-a  | Felipe             | New York Red Bulls     | [ 49 ] |
| Et. a 4-a  | Thomas McNamara    | New York City FC       | [ 50 ] |
| Et. a 5-a  | Adam Jahn          | San Jose Earthquakes   | [ 51 ] |
| Et. a 6-a  | Alberto Quintero   | San Jose Earthquakes   | [ 52 ] |
| Et. a 7-a  | Ignacio Piatti     | Montreal Impact        | [ 53 ] |
| Et. a 8-a  | Luciano Acosta     | D.C. United            | [ 54 ] |
| Et. a 9-a  | Maxim Tissot       | Montreal Impact        | [ 55 ] |
| Et. a 10-a | Ignacio Piatti     | Montreal Impact        | [ 56 ] |
| Et. a 11-a | Blas Perez         | Vancouver Whitecaps    | [ 57 ] |
| Et. a 12-a | Cyle Larin         | Orlando City SC        | [ 58 ] |
| Et. a 13-a | Kevin Molino       | Orlando City SC        | [ 59 ] |
| Et. a 14-a | Chris Pontius      | Philadelphia Union     | [ 60 ] |
| Et. a 15-a | Júlio Baptista     | Orlando City SC        | [ 61 ] |
| Et. a 16-a | Lamar Neagle       | D.C. United            | [ 62 ] |
| Et. a 17-a | Cristian Maidana   | Houston Dynamo         | [ 63 ] |
| Et. a 18-a | Lee Nguyen         | New England Revolution | [ 64 ] |
| Et. a 19-a | Jack Harrison      | New York City FC       | [ 65 ] |
| Et. a 20-a | Ignacio Piatti     | Montreal Impact        | [ 66 ] |
| Et. a 21-a | Cyle Larin         | Orlando City SC        | [ 67 ] |
| Et. a 22-a | Javier Morales     | Real Salt Lake         | [ 68 ] |
| Et. a 23-a | Shkelzen Gashi     | Colorado Rapids        | [ 69 ] |
| Et. a 24-a | Luis Solignac      | Chicago Fire           | [ 70 ] |
| Et. a 25-a | Yura Movsisyan     | Real Salt Lake         | [ 71 ] |
| Et. a 26-a | Giovani dos Santos | LA Galaxy              | [ 72 ] |
| Et. a 27-a | Joao Plata         | Real Salt Lake         | [ 73 ] |
| Et. a 28-a | Cyle Larin         | Orlando City           | [ 74 ] |
| Et. a 29-a | Shkelzen Gashi     | Colorado Rapids        | [ 75 ] |
| Et. a 30-a | Shkelzen Gashi     | Colorado Rapids        | [ 76 ] |

| Etapa      | Jucător            | Echipă                 | Det.    |
| ---------- | ------------------ | ---------------------- | ------- |
| Et. 1      | Evan Bush          | Montreal Impact        | [ 77 ]  |
| Et. a 2-a  | Andrew Wenger      | Houston Dynamo         | [ 78 ]  |
| Et. a 3-a  | Tim Melia          | Sporting Kansas City   | [ 79 ]  |
| Et. a 4-a  | Bobby Shuttleworth | New England Revolution | [ 80 ]  |
| Et. a 5-a  | Joe Bendik         | Orlando City SC        | [ 81 ]  |
| Et. a 6-a  | David Bingham      | San Jose Earthquakes   | [ 82 ]  |
| Et. a 7-a  | Nick Rimando       | Real Salt Lake         | [ 83 ]  |
| Et. a 8-a  | David Bingham      | San Jose Earthquakes   | [ 84 ]  |
| Et. a 9-a  | Joe Bendik         | Orlando City SC        | [ 85 ]  |
| Et. a 10-a | Tim Melia          | Sporting Kansas City   | [ 86 ]  |
| Et. a 11-a | Joe Bendik         | Orlando City SC        | [ 87 ]  |
| Et. a 12-a | Joe Bendik         | Orlando City SC        | [ 87 ]  |
| Et. a 13-a | Luis Robles        | New York Red Bulls     | [ 88 ]  |
| Et. a 14-a | Nick Rimando       | Real Salt Lake         | [ 89 ]  |
| Et. a 15-a | Jake Gleeson       | Portland Timbers       | [ 90 ]  |
| Et. a 16-a | Andre Blake        | Philadelphia Union     | [ 91 ]  |
| Et. a 17-a | Joe Bendik         | Orlando City SC        | [ 92 ]  |
| Et. a 18-a | Brian Rowe         | LA Galaxy              | [ 93 ]  |
| Et. a 19-a | Joe Bendik         | Orlando City SC        | [ 94 ]  |
| Et. a 20-a | Joe Bendik         | Orlando City SC        | [ 95 ]  |
| Et. a 21-a | Joe Bendik         | Orlando City SC        | [ 96 ]  |
| Et. a 22-a | Joe Bendik         | Orlando City SC        | [ 97 ]  |
| Et. a 23-a | Bill Hamid         | D.C. United            | [ 98 ]  |
| Et. a 24-a | Joe Willis         | Houston Dynamo         | [ 99 ]  |
| Et. a 25-a | Joe Bendik         | Orlando City SC        | [ 100 ] |
| Et. a 26-a | Brad Knighton      | New England Revolution | [ 101 ] |
| Et. a 27-a | Joe Bendik         | Orlando City SC        | [ 102 ] |
| Et. a 28-a | David Ousted       | Vancouver Whitecaps FC | [ 103 ] |
| Et. a 29-a | Brad Knighton      | New England Revolution | [ 104 ] |
| Et. a 30-a | Andre Blake        | Philadelphia Union     | [ 105 ] |

| Etapa      | Jucător                 | Echipă                 | Det.   |
| ---------- | ----------------------- | ---------------------- | ------ |
| Et. 1      | Mike Magee              | Los Angeles Galaxy     | [ 17 ] |
| Et. a 2-a  | Andrew Wenger           | Houston Dynamo         | [ 18 ] |
| Et. a 3-a  | Felipe                  | New York Red Bulls     | [ 19 ] |
| Et. a 4-a  | Michael Barrios         | FC Dallas              | [ 20 ] |
| Et. a 5-a  | Kaká                    | Orlando City SC        | [ 21 ] |
| Et. a 6-a  | Fabián Espíndola        | DC United              | [ 22 ] |
| Et. a 7-a  | Giovani dos Santos      | LA Galaxy              | [ 23 ] |
| Et. a 8-a  | Emmanuel Boateng        | LA Galaxy              | [ 24 ] |
| Et. a 9-a  | Jake Gleeson            | Portland Timbers       | [ 25 ] |
| Et. a 10-a | Ignacio Piatti          | Montreal Impact        | [ 26 ] |
| Et. a 11-a | Kekuta Manneh           | Vancouver Whitecaps    | [ 27 ] |
| Et. a 12-a | Bradley Wright-Phillips | New York Red Bulls     | [ 28 ] |
| Et. a 13-a | Ola Kamara              | Columbus Crew SC       | [ 29 ] |
| Et. a 14-a | Chris Pontius           | Philadelphia Union     | [ 30 ] |
| Et. a 15-a | Mike Grella             | New York Red Bulls     | [ 31 ] |
| Et. a 16-a | Roland Alberg           | Philadelphia Union     | [ 32 ] |
| Et. a 17-a | Jack Harrison           | New York City FC       | [ 33 ] |
| Et. a 18-a | Ilsinho                 | Philadelphia Union     | [ 34 ] |
| Et. a 19-a | Diego Valeri            | Portland Timbers       | [ 35 ] |
| Et. a 20-a | Sebastian Giovinco      | Toronto FC             | [ 36 ] |
| Et. a 21-a | Frank Lampard           | New York City FC       | [ 37 ] |
| Et. a 22-a | Sebastian Giovinco      | Toronto FC             | [ 38 ] |
| Et. a 23-a | Bradley Wright-Phillips | New York Red Bulls     | [ 39 ] |
| Et. a 24-a | Clint Dempsey           | Seattle Sounders FC    | [ 40 ] |
| Et. a 25-a | Patrick Mullins         | D.C. United            | [ 41 ] |
| Et. a 26-a | Frank Lampard           | New York City FC       | [ 42 ] |
| Et. a 27-a | Giovani dos Santos      | LA Galaxy              | [ 43 ] |
| Et. a 28-a | Kelyn Rowe              | New England Revolution | [ 44 ] |
| Et. a 29-a | Mauro Manotas           | Houston Dynamo         | [ 45 ] |
| Et. a 30-a | Lamar Neagle            | D.C. United            | [ 46 ] |

| Etapa      | Jucător            | Echipă                 | Det.   |
| ---------- | ------------------ | ---------------------- | ------ |
| Et. 1      | Ignacio Piatti     | Montreal Impact        | [ 47 ] |
| Et. a 2-a  | Cyle Larin         | Orlando City SC        | [ 48 ] |
| Et. a 3-a  | Felipe             | New York Red Bulls     | [ 49 ] |
| Et. a 4-a  | Thomas McNamara    | New York City FC       | [ 50 ] |
| Et. a 5-a  | Adam Jahn          | San Jose Earthquakes   | [ 51 ] |
| Et. a 6-a  | Alberto Quintero   | San Jose Earthquakes   | [ 52 ] |
| Et. a 7-a  | Ignacio Piatti     | Montreal Impact        | [ 53 ] |
| Et. a 8-a  | Luciano Acosta     | D.C. United            | [ 54 ] |
| Et. a 9-a  | Maxim Tissot       | Montreal Impact        | [ 55 ] |
| Et. a 10-a | Ignacio Piatti     | Montreal Impact        | [ 56 ] |
| Et. a 11-a | Blas Perez         | Vancouver Whitecaps    | [ 57 ] |
| Et. a 12-a | Cyle Larin         | Orlando City SC        | [ 58 ] |
| Et. a 13-a | Kevin Molino       | Orlando City SC        | [ 59 ] |
| Et. a 14-a | Chris Pontius      | Philadelphia Union     | [ 60 ] |
| Et. a 15-a | Júlio Baptista     | Orlando City SC        | [ 61 ] |
| Et. a 16-a | Lamar Neagle       | D.C. United            | [ 62 ] |
| Et. a 17-a | Cristian Maidana   | Houston Dynamo         | [ 63 ] |
| Et. a 18-a | Lee Nguyen         | New England Revolution | [ 64 ] |
| Et. a 19-a | Jack Harrison      | New York City FC       | [ 65 ] |
| Et. a 20-a | Ignacio Piatti     | Montreal Impact        | [ 66 ] |
| Et. a 21-a | Cyle Larin         | Orlando City SC        | [ 67 ] |
| Et. a 22-a | Javier Morales     | Real Salt Lake         | [ 68 ] |
| Et. a 23-a | Shkelzen Gashi     | Colorado Rapids        | [ 69 ] |
| Et. a 24-a | Luis Solignac      | Chicago Fire           | [ 70 ] |
| Et. a 25-a | Yura Movsisyan     | Real Salt Lake         | [ 71 ] |
| Et. a 26-a | Giovani dos Santos | LA Galaxy              | [ 72 ] |
| Et. a 27-a | Joao Plata         | Real Salt Lake         | [ 73 ] |
| Et. a 28-a | Cyle Larin         | Orlando City           | [ 74 ] |
| Et. a 29-a | Shkelzen Gashi     | Colorado Rapids        | [ 75 ] |
| Et. a 30-a | Shkelzen Gashi     | Colorado Rapids        | [ 76 ] |

| Etapa      | Jucător            | Echipă                 | Det.    |
| ---------- | ------------------ | ---------------------- | ------- |
| Et. 1      | Evan Bush          | Montreal Impact        | [ 77 ]  |
| Et. a 2-a  | Andrew Wenger      | Houston Dynamo         | [ 78 ]  |
| Et. a 3-a  | Tim Melia          | Sporting Kansas City   | [ 79 ]  |
| Et. a 4-a  | Bobby Shuttleworth | New England Revolution | [ 80 ]  |
| Et. a 5-a  | Joe Bendik         | Orlando City SC        | [ 81 ]  |
| Et. a 6-a  | David Bingham      | San Jose Earthquakes   | [ 82 ]  |
| Et. a 7-a  | Nick Rimando       | Real Salt Lake         | [ 83 ]  |
| Et. a 8-a  | David Bingham      | San Jose Earthquakes   | [ 84 ]  |
| Et. a 9-a  | Joe Bendik         | Orlando City SC        | [ 85 ]  |
| Et. a 10-a | Tim Melia          | Sporting Kansas City   | [ 86 ]  |
| Et. a 11-a | Joe Bendik         | Orlando City SC        | [ 87 ]  |
| Et. a 12-a | Joe Bendik         | Orlando City SC        | [ 87 ]  |
| Et. a 13-a | Luis Robles        | New York Red Bulls     | [ 88 ]  |
| Et. a 14-a | Nick Rimando       | Real Salt Lake         | [ 89 ]  |
| Et. a 15-a | Jake Gleeson       | Portland Timbers       | [ 90 ]  |
| Et. a 16-a | Andre Blake        | Philadelphia Union     | [ 91 ]  |
| Et. a 17-a | Joe Bendik         | Orlando City SC        | [ 92 ]  |
| Et. a 18-a | Brian Rowe         | LA Galaxy              | [ 93 ]  |
| Et. a 19-a | Joe Bendik         | Orlando City SC        | [ 94 ]  |
| Et. a 20-a | Joe Bendik         | Orlando City SC        | [ 95 ]  |
| Et. a 21-a | Joe Bendik         | Orlando City SC        | [ 96 ]  |
| Et. a 22-a | Joe Bendik         | Orlando City SC        | [ 97 ]  |
| Et. a 23-a | Bill Hamid         | D.C. United            | [ 98 ]  |
| Et. a 24-a | Joe Willis         | Houston Dynamo         | [ 99 ]  |
| Et. a 25-a | Joe Bendik         | Orlando City SC        | [ 100 ] |
| Et. a 26-a | Brad Knighton      | New England Revolution | [ 101 ] |
| Et. a 27-a | Joe Bendik         | Orlando City SC        | [ 102 ] |
| Et. a 28-a | David Ousted       | Vancouver Whitecaps FC | [ 103 ] |
| Et. a 29-a | Brad Knighton      | New England Revolution | [ 104 ] |
| Et. a 30-a | Andre Blake        | Philadelphia Union     | [ 105 ] |

| Echipa etapei | Echipa etapei     | Echipa etapei                                               | Echipa etapei                                                           | Echipa etapei                                        |
| Etapa         | Portar            | Fundași                                                     | Mijlocași                                                               | Atacanți                                             |
| ------------- | ----------------- | ----------------------------------------------------------- | ----------------------------------------------------------------------- | ---------------------------------------------------- |
| 1             | Bingham (SJ)      | Cole (LA) Moor (COL) Zimmerman (DAL)                        | Chara (POR) Fagundez (NE) Martinez (RSL) McNamara (NYC)                 | Larin (ORL) Magee (LA) Piatti (MON)                  |
| 2             | Blake (PHI)       | Beasley (HOU) Ciman (MON) Williams (COL)                    | Mustivar (SKC) Pontius (PHI) Sunday (RSL) Wenger (HOU)                  | Dwyer (SKC) Piatti (MON) Villa (NYC)                 |
| 3             | Shuttleworth (NE) | Hollingshead (DAL) Rosenberry (PHI) Waston (VAN)            | Díaz (DAL) Felipe (NYR) Higuita (ORL) Zardes (LA)                       | Adi (POR) Bruin (HOU) Sapong (PHI)                   |
| 4             | Ousted (VAN)      | Bravo (NYC) Jacobson (VAN) Tierney (NE)                     | Bunbury (NE) Díaz (DAL) McNamara (NYC) Morales (VAN)                    | Barrios (DAL) Castillo (DAL) Urruti (DAL)            |
| 5             | Ousted (VAN)      | Kappelhof (CHI) Maund (RSL) Rogers (LA) Shea (ORL)          | Alonso (SEA) Higuita (ORL) Neagle (DC) Plata (RSL)                      | Gashi (COL) Kaká (ORL)                               |
| 6             | Melia (SKC)       | Ciman (MON) Marshall (SEA) Matarrita (NYC)                  | Barnes (HOU) Chara (POR) Koffie (NE) Piatti (MON)                       | Amarikwa (SJ) Espíndola (DC) Saborío (DC)            |
| 7             | Rimando (RSL)     | Beitashour (TOR) Ciman (MON) Phillips (RSL)                 | Ivanschitz (SEA) Jones (COL) Meram (CLB) Piatti (MON)                   | Adi (POR) Castillo (DAL) Dos Santos (LA)             |
| 8             | Ousted (VAN)      | Boswell (DC) Harvey (VAN) Moor (TOR)                        | Barnetta (PHI) Boateng (LA) Bradley (TOR) Kljestan (NYR)                | Dos Santos (LA) Giovinco (TOR) Wright-Phillips (NYR) |
| 9             | Gleeson (POR)     | Scott (SEA) Wynne (SJ) Zusi (SKC)                           | Allen (RSL) Felipe (NYR) Gashi (COL) Kljestan (NYR) Valeri (POR)        | Drogba (MON) Villa (NYC)                             |
| 10            | Irwin (TOR)       | Horst (HOU) Matarrita (NYC) Perquis (TOR)                   | Jones (COL) Kljestan (NYR) Nagbe (POR) Piatti (MON)                     | Kudo (VAN) Morris (SEA) Zardes (LA)                  |
| 11            | Worra (DC)        | Hernandez (NYC) Williams (COL) Zimmerman (DAL)              | Espinoza (SKC) Manneh (VAN) Nyarko (DC) Quintero (SJ)                   | Giovinco (TOR) Pérez (VAN) Villa (NYC)               |
| 12            | Bendik (ORL)      | Glad (RSL) Marquez (PHI) Sjöberg (COL)                      | Acosta (DAL) Grella (NYR) Kaká (ORL) McCarty (NYR) Nagbe (POR)          | Akindele (DAL) Wright-Phillips (NYR)                 |
| 13            | Robles (NYR)      | Allen (NYC) Beasley (HOU) Opare (DC)                        | Kljestan (NYR) Molino (ORL) Nguyen (NE) Piatti (MON)                    | Drogba (MON) Kamara (CLB) Wright-Phillips (NYR)      |
| 14            | Gleeson (POR)     | Medranda (SKC) Opara (SKC) Ridgewell (POR) Rosenberry (PHI) | Chara (POR) Nogueira (PHI) Pontius (PHI) Roldan (SEA)                   | Kamara (CLB) Movsisyan (RSL)                         |
| 15            | Hamid (DC)        | Burch (COL) Moor (TOR) Abdul-Salaam (SKC)                   | Salinas (SJ) Felipe (NYR) Feilhaber (SKC) Harrison (NYC) Grella (NYR)   | Villa (NYC) Martínez (RSL)                           |
| 16            | Irwin (TOR)       | Matarrita (NYC) Wynne (SJ) Robinson (DC)                    | Kaká (ORL) Valeri (POR) Alberg (PHI) Díaz (DAL) Neagle (DC)             | Manneh (VAN) Dwyer (SKC)                             |
| 17            | Hamid (DC)        | Beasley (HOU) Zimmerman (DAL) Ramos (CHI)                   | Zusi (SKC) Gerrard (LA) Díaz (DAL) Harrison (NYC)                       | Kamara (NE) Kamara (CLB) Salazar (MON)               |
| 18            | Gleeson (POR)     | Morrow (TOR) Hedges (DAL) Van Damme (LA) Phillips (RSL)     | Ilsinho (PHI) Feilhaber (SKC) Larentowicz (LA) Alberg (PHI)             | Kamara (NE) Doyle (COL)                              |
| 19            | Robles (NYRB)     | Maund (RSL) Bernárdez (SJ) Sjöberg (COL)                    | Ivanschitz (SEA) Diaz (DAL) Valeri (POR) Kljestan (NYRB) Castillo (DAL) | Villa (NYC) dos Santos (LA)                          |
| 20            | Ousted (VAN)      | Woodberry (NE) Van Damme (LA) Oyongo (MON)                  | Piatti (MON) Cronin (COL) Kljestan (NYRB) Muyl (NYRB)                   | Drogba (MON) Giovinco (TOR) Dwyer (SKC)              |
| 21            | Bingham (SJ)      | Moor (TOR) Van Damme (LA) Opara (SKC)                       | McNamara (NYC) Lampard (NYC) Lodeiro (SEA) Molino (ORL)                 | Plata (RSL) Giovinco (TOR) Urruti (DAL)              |
| 22            | Bush (SJ)         | Moor (TOR) Chanot (NY) Burch (COL)                          | Hairston (COL) Morales (RSL) Lodeiro (SEA) Valeri (POR)                 | Dempsey (SEA) Giovinco (TOR) Morris (SEA)            |
| 23            | Bingham (SJ)      | Marshall (SEA) Agus (HOU) Birnbaum (DC)                     | Finlay (CLB) Davis (NYRB) Barnetta (PHI) Pontius (PHI)                  | Dwyer (SKC) Wright-Phillips (NYRB) Villa (NYC)       |
| 24            | Willis (HOU)      | Parkhurst (CLB) Olave (RSL) Horst (HOU) Matarrita (NYC)     | Roldan (SEA) Feilhaber (SKC) Accama (CHI)                               | Dempsey (SEA) Wright-Phillips (NYRB) Altidore (TOR)  |
| 25            | Howard (COL)      | Camara (MTL) Næss (CLB) Rosenberry (PHI)                    | Beckerman (RSL) Kaká (ORL) Felipe (NYR) Valeri (POR) Barrios (DAL)      | Mullins (DC) Movsisyan (RSL)                         |
| 26            | Johnson (CHI)     | Farrell (NER) Zimmerman (DAL) Collin (NYRB) Meira (CHI)     | Lletge (LA) Diaz (DAL) Rowe (NER) Lampard (NYFC)                        | de Leeuw (CHI) Wright-Phillips (NYRB)                |
| 27            | Howard (COL)      | Andriuskevicius (POR) Waston (VAN) Stewart (SJ)             | Garcia (HOU) Kaká (ORL) Azira (COL) Koffie (NER) Fagundez (NER)         | Jozy Altidore (TOR) Wright-Phillips (NYRB)           |

| Apariții în echipa etapei | Apariții în echipa etapei | Apariții în echipa etapei | Apariții în echipa etapei |
| Loc                       | Jucător                   | Echipa                    | Apariții                  |
| ------------------------- | ------------------------- | ------------------------- | ------------------------- |
| 1                         | Ignacio Piatti            | Montreal Impact           | 7                         |
| 2                         | Sacha Kljestan            | New York Red Bulls        | 6                         |
| 2                         | David Villa               | New York City FC          | 6                         |
| 2                         | Mauro Diaz                | FC Dallas                 | 6                         |
| 2                         | Bradley Wright-Philips    | New York Red Bulls        | 6                         |
| 6                         | Sebastian Giovinco        | Toronto FC                | 5                         |
| 6                         | Drew Moor                 | Toronto FC                | 5                         |
| 6                         | Diego Valeri              | Portland Timbers          | 5                         |
| 9                         | David Ousted              | Vancouver Whitecaps FC    | 4                         |
| 9                         | Kaká                      | Orlando City SC           | 4                         |
| 9                         | Felipe                    | New York Red Bulls        | 4                         |
| 9                         | Ronald Matarrita          | New York City FC          | 4                         |
| 9                         | Walker Zimmerman          | FC Dallas                 | 4                         |

| Echipa etapei | Echipa etapei     | Echipa etapei                                               | Echipa etapei                                                           | Echipa etapei                                        |
| Etapa         | Portar            | Fundași                                                     | Mijlocași                                                               | Atacanți                                             |
| ------------- | ----------------- | ----------------------------------------------------------- | ----------------------------------------------------------------------- | ---------------------------------------------------- |
| 1             | Bingham (SJ)      | Cole (LA) Moor (COL) Zimmerman (DAL)                        | Chara (POR) Fagundez (NE) Martinez (RSL) McNamara (NYC)                 | Larin (ORL) Magee (LA) Piatti (MON)                  |
| 2             | Blake (PHI)       | Beasley (HOU) Ciman (MON) Williams (COL)                    | Mustivar (SKC) Pontius (PHI) Sunday (RSL) Wenger (HOU)                  | Dwyer (SKC) Piatti (MON) Villa (NYC)                 |
| 3             | Shuttleworth (NE) | Hollingshead (DAL) Rosenberry (PHI) Waston (VAN)            | Díaz (DAL) Felipe (NYR) Higuita (ORL) Zardes (LA)                       | Adi (POR) Bruin (HOU) Sapong (PHI)                   |
| 4             | Ousted (VAN)      | Bravo (NYC) Jacobson (VAN) Tierney (NE)                     | Bunbury (NE) Díaz (DAL) McNamara (NYC) Morales (VAN)                    | Barrios (DAL) Castillo (DAL) Urruti (DAL)            |
| 5             | Ousted (VAN)      | Kappelhof (CHI) Maund (RSL) Rogers (LA) Shea (ORL)          | Alonso (SEA) Higuita (ORL) Neagle (DC) Plata (RSL)                      | Gashi (COL) Kaká (ORL)                               |
| 6             | Melia (SKC)       | Ciman (MON) Marshall (SEA) Matarrita (NYC)                  | Barnes (HOU) Chara (POR) Koffie (NE) Piatti (MON)                       | Amarikwa (SJ) Espíndola (DC) Saborío (DC)            |
| 7             | Rimando (RSL)     | Beitashour (TOR) Ciman (MON) Phillips (RSL)                 | Ivanschitz (SEA) Jones (COL) Meram (CLB) Piatti (MON)                   | Adi (POR) Castillo (DAL) Dos Santos (LA)             |
| 8             | Ousted (VAN)      | Boswell (DC) Harvey (VAN) Moor (TOR)                        | Barnetta (PHI) Boateng (LA) Bradley (TOR) Kljestan (NYR)                | Dos Santos (LA) Giovinco (TOR) Wright-Phillips (NYR) |
| 9             | Gleeson (POR)     | Scott (SEA) Wynne (SJ) Zusi (SKC)                           | Allen (RSL) Felipe (NYR) Gashi (COL) Kljestan (NYR) Valeri (POR)        | Drogba (MON) Villa (NYC)                             |
| 10            | Irwin (TOR)       | Horst (HOU) Matarrita (NYC) Perquis (TOR)                   | Jones (COL) Kljestan (NYR) Nagbe (POR) Piatti (MON)                     | Kudo (VAN) Morris (SEA) Zardes (LA)                  |
| 11            | Worra (DC)        | Hernandez (NYC) Williams (COL) Zimmerman (DAL)              | Espinoza (SKC) Manneh (VAN) Nyarko (DC) Quintero (SJ)                   | Giovinco (TOR) Pérez (VAN) Villa (NYC)               |
| 12            | Bendik (ORL)      | Glad (RSL) Marquez (PHI) Sjöberg (COL)                      | Acosta (DAL) Grella (NYR) Kaká (ORL) McCarty (NYR) Nagbe (POR)          | Akindele (DAL) Wright-Phillips (NYR)                 |
| 13            | Robles (NYR)      | Allen (NYC) Beasley (HOU) Opare (DC)                        | Kljestan (NYR) Molino (ORL) Nguyen (NE) Piatti (MON)                    | Drogba (MON) Kamara (CLB) Wright-Phillips (NYR)      |
| 14            | Gleeson (POR)     | Medranda (SKC) Opara (SKC) Ridgewell (POR) Rosenberry (PHI) | Chara (POR) Nogueira (PHI) Pontius (PHI) Roldan (SEA)                   | Kamara (CLB) Movsisyan (RSL)                         |
| 15            | Hamid (DC)        | Burch (COL) Moor (TOR) Abdul-Salaam (SKC)                   | Salinas (SJ) Felipe (NYR) Feilhaber (SKC) Harrison (NYC) Grella (NYR)   | Villa (NYC) Martínez (RSL)                           |
| 16            | Irwin (TOR)       | Matarrita (NYC) Wynne (SJ) Robinson (DC)                    | Kaká (ORL) Valeri (POR) Alberg (PHI) Díaz (DAL) Neagle (DC)             | Manneh (VAN) Dwyer (SKC)                             |
| 17            | Hamid (DC)        | Beasley (HOU) Zimmerman (DAL) Ramos (CHI)                   | Zusi (SKC) Gerrard (LA) Díaz (DAL) Harrison (NYC)                       | Kamara (NE) Kamara (CLB) Salazar (MON)               |
| 18            | Gleeson (POR)     | Morrow (TOR) Hedges (DAL) Van Damme (LA) Phillips (RSL)     | Ilsinho (PHI) Feilhaber (SKC) Larentowicz (LA) Alberg (PHI)             | Kamara (NE) Doyle (COL)                              |
| 19            | Robles (NYRB)     | Maund (RSL) Bernárdez (SJ) Sjöberg (COL)                    | Ivanschitz (SEA) Diaz (DAL) Valeri (POR) Kljestan (NYRB) Castillo (DAL) | Villa (NYC) dos Santos (LA)                          |
| 20            | Ousted (VAN)      | Woodberry (NE) Van Damme (LA) Oyongo (MON)                  | Piatti (MON) Cronin (COL) Kljestan (NYRB) Muyl (NYRB)                   | Drogba (MON) Giovinco (TOR) Dwyer (SKC)              |
| 21            | Bingham (SJ)      | Moor (TOR) Van Damme (LA) Opara (SKC)                       | McNamara (NYC) Lampard (NYC) Lodeiro (SEA) Molino (ORL)                 | Plata (RSL) Giovinco (TOR) Urruti (DAL)              |
| 22            | Bush (SJ)         | Moor (TOR) Chanot (NY) Burch (COL)                          | Hairston (COL) Morales (RSL) Lodeiro (SEA) Valeri (POR)                 | Dempsey (SEA) Giovinco (TOR) Morris (SEA)            |
| 23            | Bingham (SJ)      | Marshall (SEA) Agus (HOU) Birnbaum (DC)                     | Finlay (CLB) Davis (NYRB) Barnetta (PHI) Pontius (PHI)                  | Dwyer (SKC) Wright-Phillips (NYRB) Villa (NYC)       |
| 24            | Willis (HOU)      | Parkhurst (CLB) Olave (RSL) Horst (HOU) Matarrita (NYC)     | Roldan (SEA) Feilhaber (SKC) Accama (CHI)                               | Dempsey (SEA) Wright-Phillips (NYRB) Altidore (TOR)  |
| 25            | Howard (COL)      | Camara (MTL) Næss (CLB) Rosenberry (PHI)                    | Beckerman (RSL) Kaká (ORL) Felipe (NYR) Valeri (POR) Barrios (DAL)      | Mullins (DC) Movsisyan (RSL)                         |
| 26            | Johnson (CHI)     | Farrell (NER) Zimmerman (DAL) Collin (NYRB) Meira (CHI)     | Lletge (LA) Diaz (DAL) Rowe (NER) Lampard (NYFC)                        | de Leeuw (CHI) Wright-Phillips (NYRB)                |
| 27            | Howard (COL)      | Andriuskevicius (POR) Waston (VAN) Stewart (SJ)             | Garcia (HOU) Kaká (ORL) Azira (COL) Koffie (NER) Fagundez (NER)         | Jozy Altidore (TOR) Wright-Phillips (NYRB)           |

| Apariții în echipa etapei | Apariții în echipa etapei | Apariții în echipa etapei | Apariții în echipa etapei |
| Loc                       | Jucător                   | Echipa                    | Apariții                  |
| ------------------------- | ------------------------- | ------------------------- | ------------------------- |
| 1                         | Ignacio Piatti            | Montreal Impact           | 7                         |
| 2                         | Sacha Kljestan            | New York Red Bulls        | 6                         |
| 2                         | David Villa               | New York City FC          | 6                         |
| 2                         | Mauro Diaz                | FC Dallas                 | 6                         |
| 2                         | Bradley Wright-Philips    | New York Red Bulls        | 6                         |
| 6                         | Sebastian Giovinco        | Toronto FC                | 5                         |
| 6                         | Drew Moor                 | Toronto FC                | 5                         |
| 6                         | Diego Valeri              | Portland Timbers          | 5                         |
| 9                         | David Ousted              | Vancouver Whitecaps FC    | 4                         |
| 9                         | Kaká                      | Orlando City SC           | 4                         |
| 9                         | Felipe                    | New York Red Bulls        | 4                         |
| 9                         | Ronald Matarrita          | New York City FC          | 4                         |
| 9                         | Walker Zimmerman          | FC Dallas                 | 4                         |